# Universidad San Jorge
La Universidad San Jorge (USJ) es una universidad privada, promovida por la archidiócesis de Zaragoza y la Fundación San Valero, ubicada en Villanueva de Gállego, provincia de Zaragoza, Aragón (España).

## Origen
La Universidad San Jorge es una institución de educación superior universitaria, de régimen privado, inspirada en los valores del humanismo cristiano y promovida por la Fundación San Valero, una Fundación Canónica perteneciente a la Diócesis de Zaragoza que inició su actividad educativa en 1953 y que también es la impulsora de otros centros educativos.

## Historia
El 24 de febrero de 2005 las Cortes de Aragón aprobaron la ley por la que se reconocía el establecimiento de la Universidad San Jorge. La Fundación San Valero promovió la creación de esta universidad, el Ayuntamiento de Villanueva de Gállego se impuso a otras posibles ubicaciones como Cuarte de Huerva o La Muela gracias a su oferta, cediendo una parcela de nueve hectáreas y la construcción de un edificio docente valorado en nueve millones de euros, de una residencia de estudiantes y de una zona deportiva que no es exclusiva del campus, sino que se comparte con el resto de vecinos del municipio, su primer rector fue Luis Lostao Camón, a quien sucedió Javier Pérez Herreras. El 14 de julio de 2009 fue nombrado rector Carlos Pérez Caseiras. El 19 de febrero de 2020 fue nombrada rectora Berta Sáez, quien desempeñó su cargo desde el 15 de mayo.

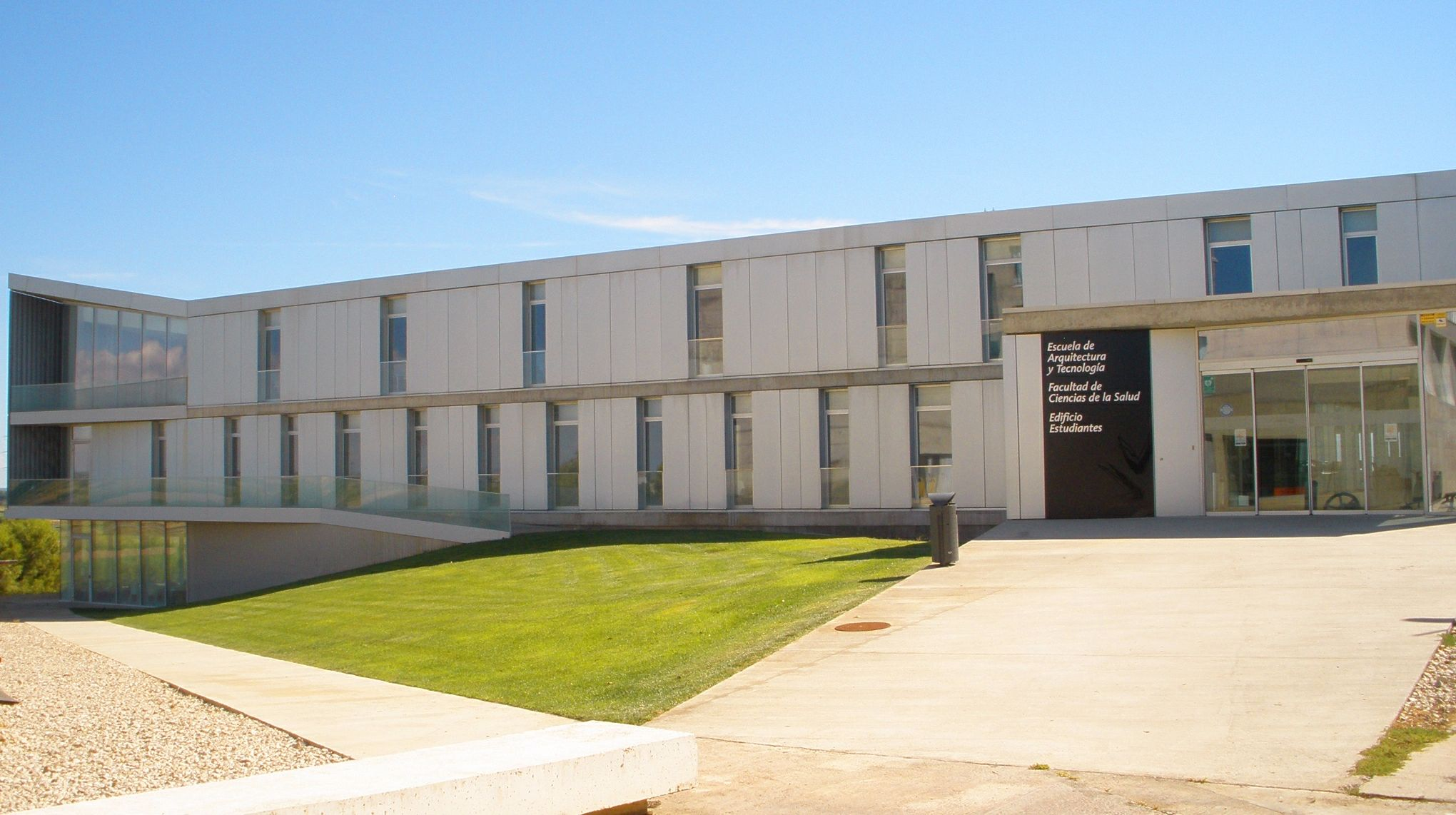
Edificio Estudiantes, en el Campus de Villanueva de Gállego.

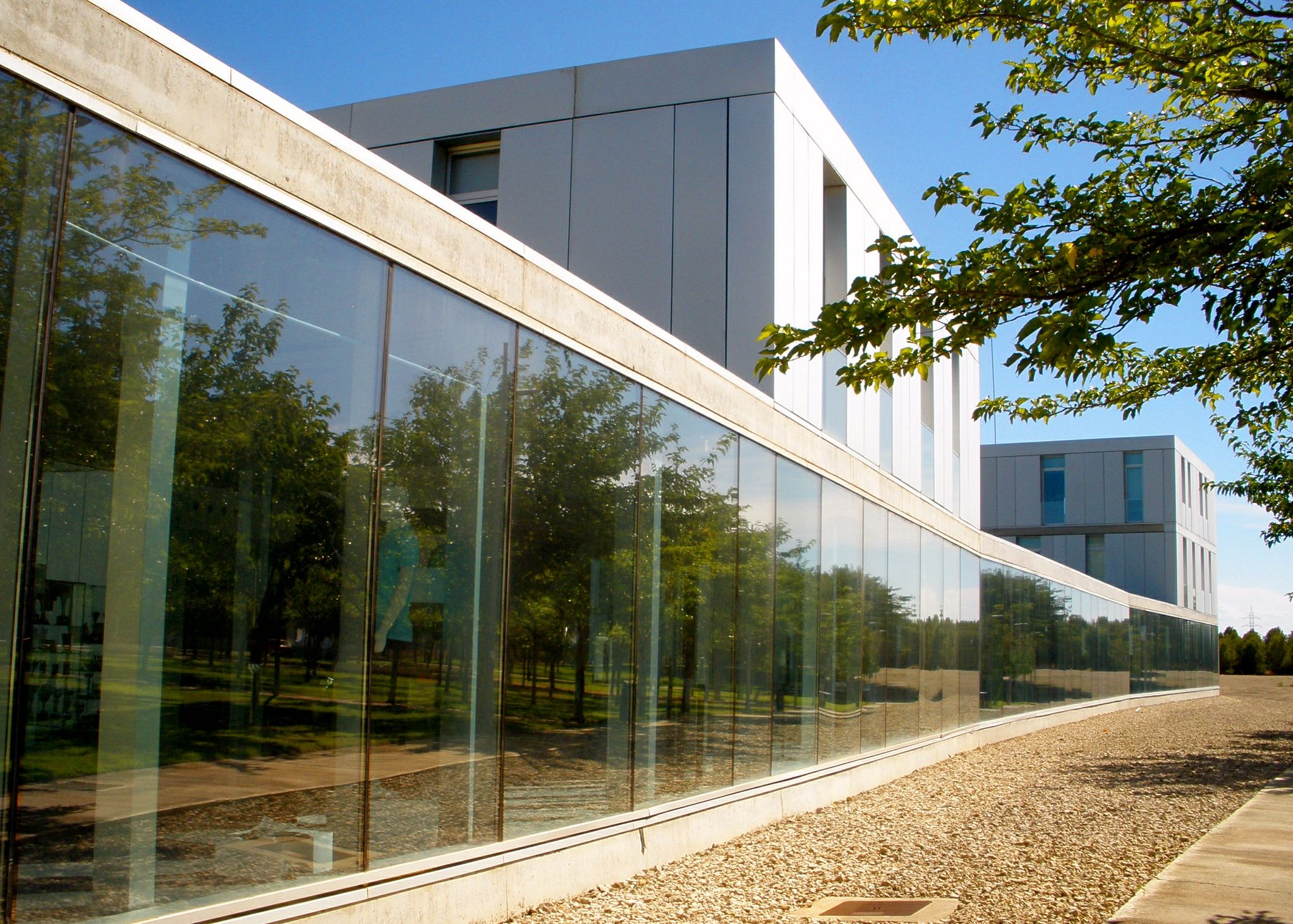
Nuevo edificio del Campus de Villanueva de Gállego, inaugurado en 2021. Adjunto al Edificio Estudiantes, alberga la docencia de los grados de la Escuela de Arquitectura y Tecnología, y las aulas de teoría de varias titulaciones de la Facultad de Ciencias de la Salud. También, el Taller de Fabricación Digital y el Laboratorio Inycom de realidad virtual y realidad aumentada.

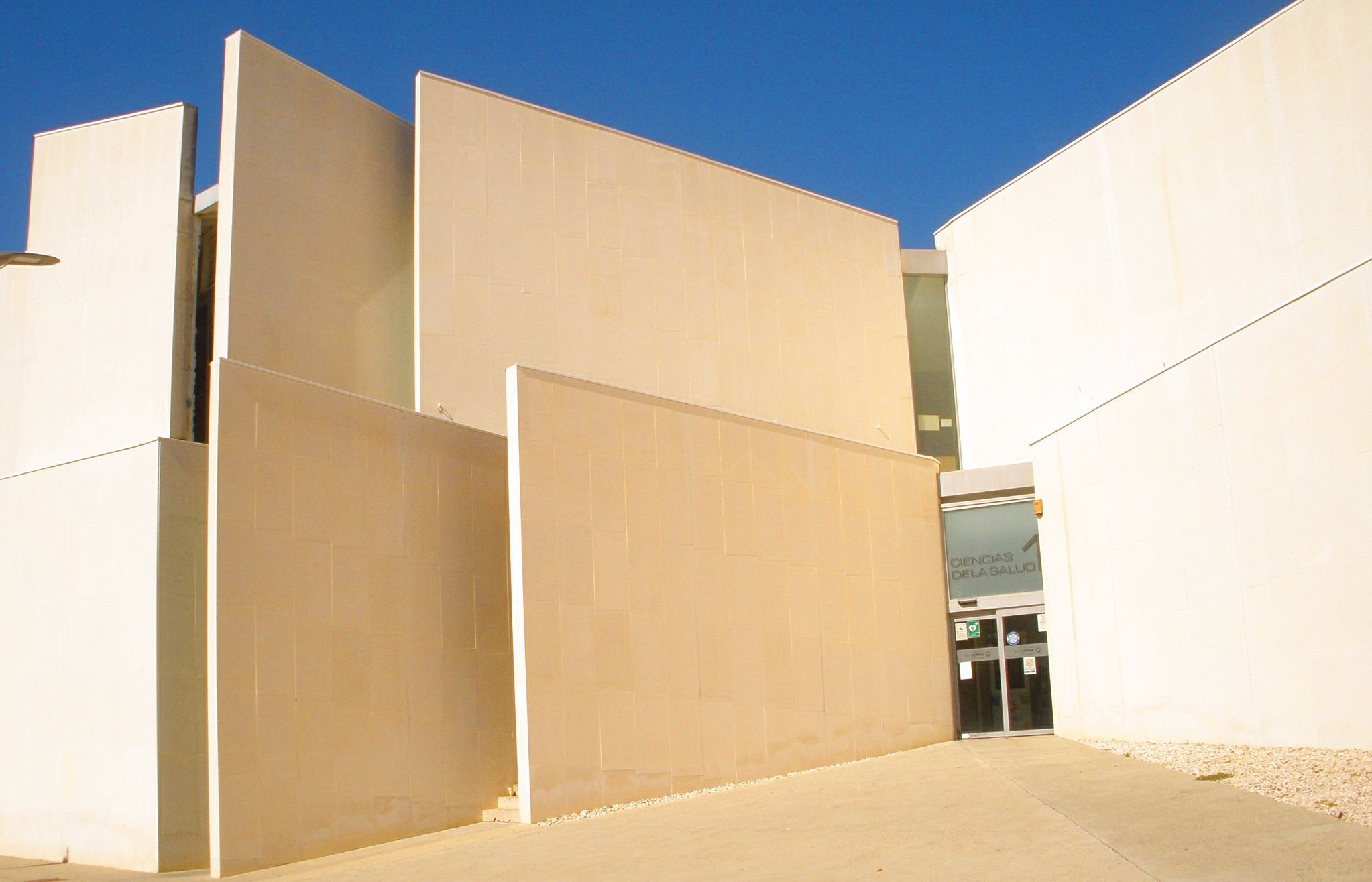
Facultad de Ciencias de la Salud (Campus de Villanueva de Gállego).

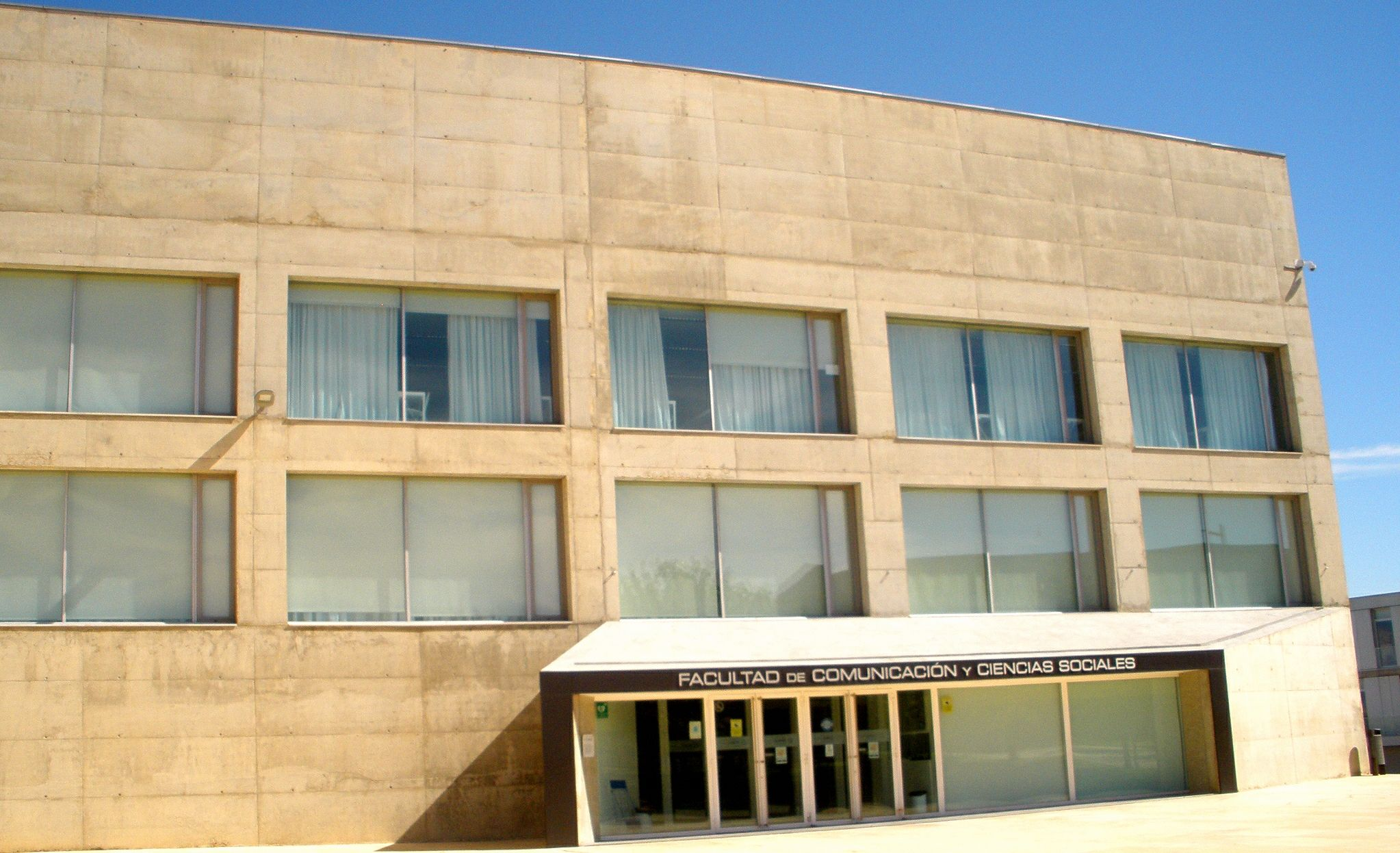
Facultad de Comunicación y Ciencias Sociales (Campus de Villanueva de Gállego).

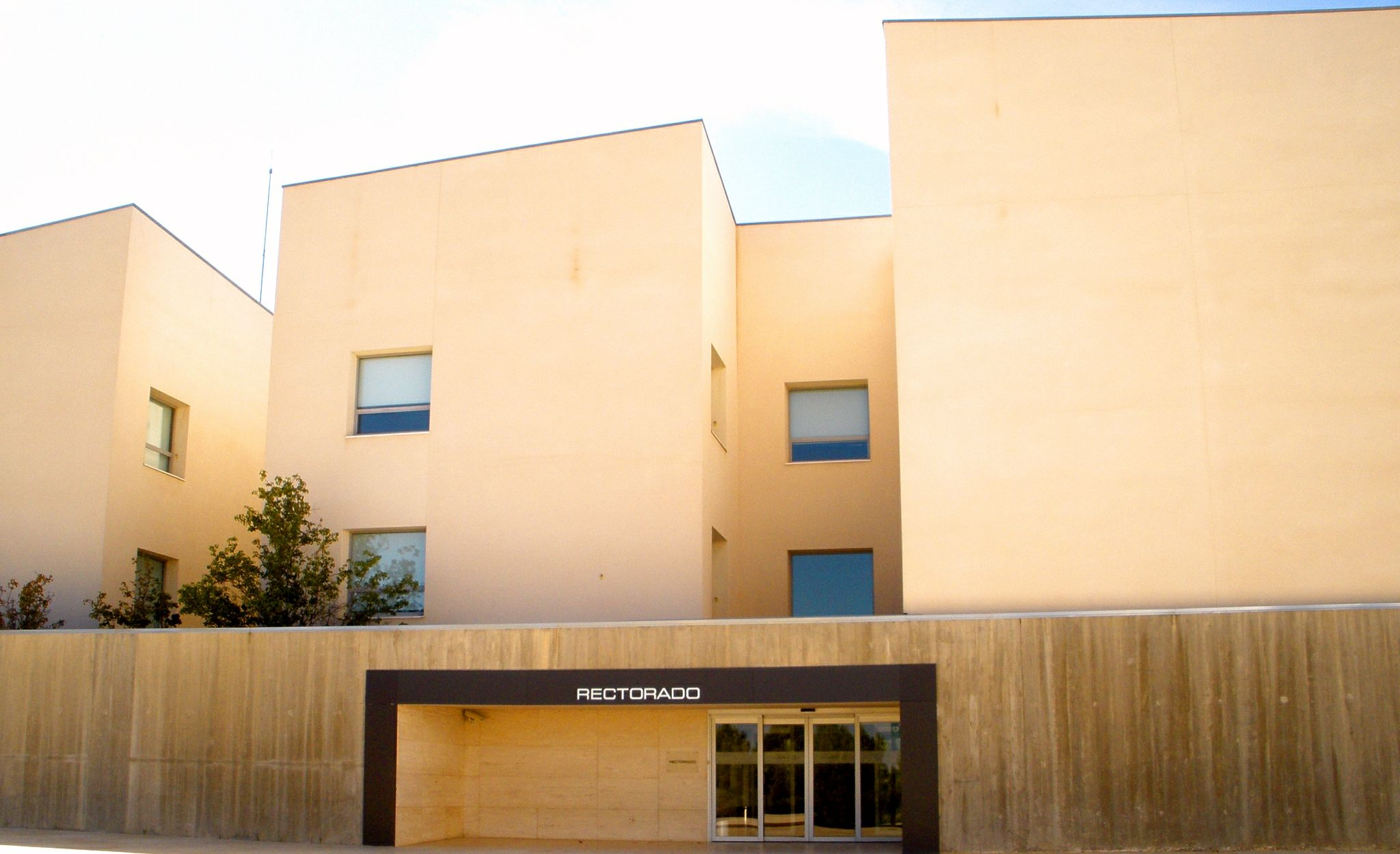
Edificio del Rectorado.

En los primeros años de andadura de la Universidad San Jorge se impartían tres licenciaturas del ámbito de la comunicación y la ingeniería: Periodismo, Publicidad y Relaciones Públicas e Ingeniería Informática. Durante el curso 2008-2009 la Universidad San Jorge creció un 100% hasta alcanzar un total de seis titulaciones de grado. La Facultad de Comunicación, con cuatro grados ya implantados, Periodismo, Publicidad y Relaciones Públicas, Comunicación Audiovisual y Traducción y Comunicación Intercultural, se posicionó entre las cinco primeras de España en propuesta formativa. La formación de los graduados en esta Facultad se completó con el Máster Universitario en Marketing y Comunicación Corporativa, el Título Propio en Protocolo y Organización de Actos y un Programa de Doctorado en Comunicación que cree en la investigación como elemento clave de desarrollo social. Además, la Facultad de Ciencias de la Salud albergó Farmacia, el Máster Universitario en Gestión Medioambiental de la Empresa y el Doctorado en Medio Ambiente. La introducción de Farmacia supone que esta universidad es la única Facultad de Aragón que imparte estos estudios de grado y la primera de España que incorpora las nuevas tendencias farmacéuticas que recoge la OMS y la Federación Internacional de Farmacia. Estas cinco titulaciones, que se completan con el MBA se ubican en el campus universitario de Villanueva de Gállego donde también se encuentra el campus deportivo.  
Durante el curso 2009-2010 se llevó a cabo la introducción de los grados de Enfermería, Fisioterapia y Arquitectura. Además, se inició la construcción de la 1.ª fase de la Facultad de Ciencias de la Salud, la creación de la Agrupación de Antiguos Alumnos de la USJ, la inauguración de un nuevo plató de televisión y control de realización y nuevos posgrados y títulos de experto.

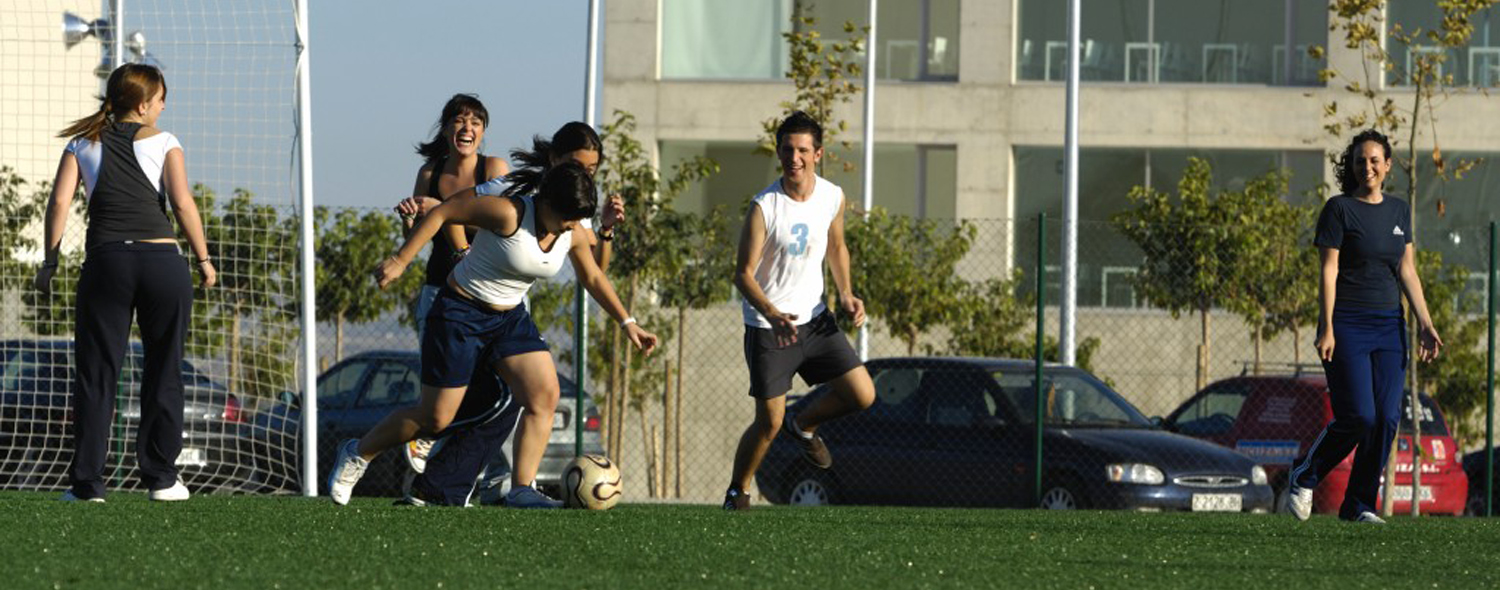
Alumnos de Universidad San Jorge practicado deporte como parte de su formación.

Tras la puesta en marcha de la Facultad de Ciencias de la Salud, la Universidad San Jorge amplió tanto la oferta de grados como las instalaciones del campus de Villanueva de Gállego. Asimismo, se construyeron dos nuevos edificios de Salud en los que se incorporaron los grados de Ciencias de la Actividad Física y del Deporte y Bioinformática. 
En los años posteriores, se construyó también el edificio Estudiantes y se ampliaron los grados y posgrados de la USJ en cada facultad y escuela.

## Instalaciones

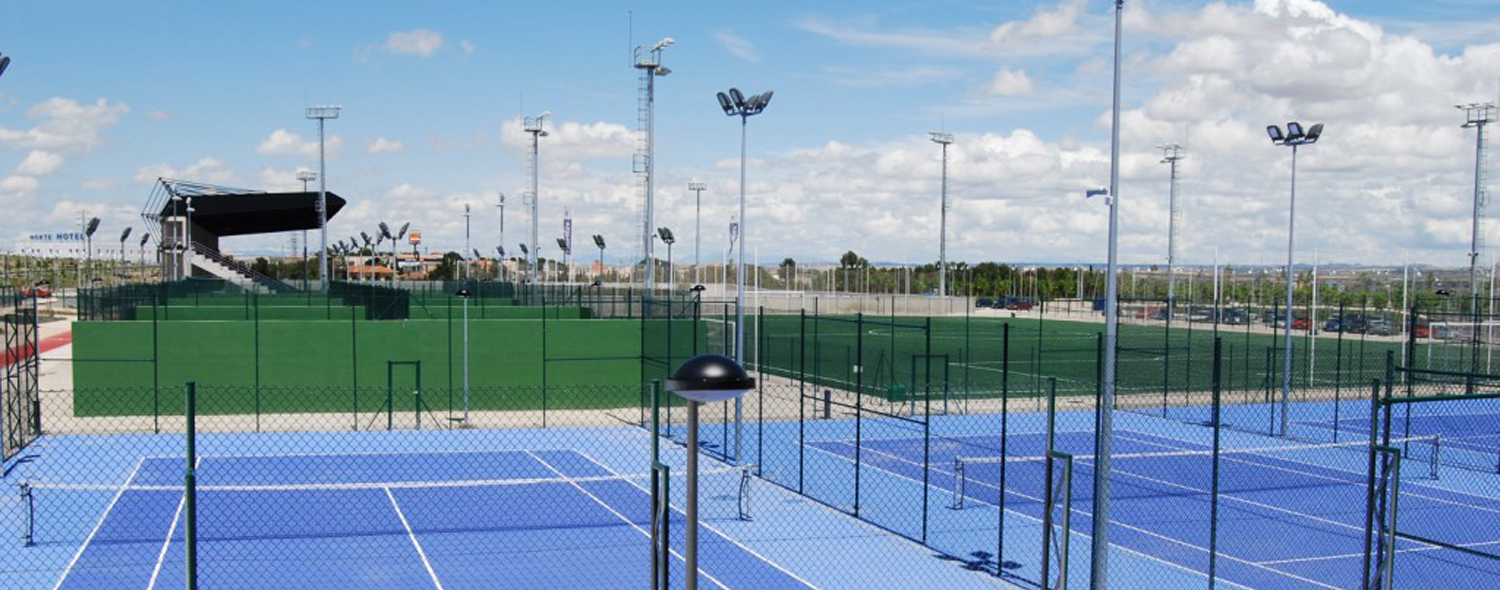
Instalaciones deportivas del Campus de Universidad San Jorge.

### Campus de Villanueva de Gállego
El Campus Universitario de Villanueva de Gállego, situado a diez kilómetros de la ciudad de Zaragoza 
- Facultad de Comunicación y Ciencias Sociales

- Facultad de Ciencias de la Salud
- Escuela de Arquitectura y Tecnología
- Edificio de Estudiantes y Multiusos

### Zaragoza
- Edificio Grupo San Valero situado en la Plaza Santa Cruz, s/n.

## Titulaciones
Actualmente, la Universidad San Jorge ofrece veintitrés grados, once dobles grados, ocho másteres universitarios y dos doctorados.
La propuesta formativa de la Facultad de Comunicación y Ciencias Sociales incluye los grados en: Administración y Dirección de Empresas, Comunicación Audiovisual, Periodismo, Publicidad y Relaciones Públicas, Traducción y Comunicación Intercultural, Derecho, Educación Infantil y Educación Primaria, y Criminología.  
La Facultad de Ciencias de la Salud imparte los grados en: Bioinformática, Biomedicina, Ciencias de la Actividad Física y del Deporte, Enfermería, Farmacia, Fisioterapia, Psicología y Criminología. 
La Escuela de Arquitectura y Tecnología ofrece los grados en: Arquitectura, Diseño y Desarrollo de Videojuegos, Diseño Digital y Tecnologías Creativas, Ingeniería Informática, Inteligencia Artificial, Ingeniería de la Ciberseguridad e Ingeniería Biomédica.  
Asimismo, la Universidad San Jorge imparte dos doctorados y los másteres universitarios de: Biología Sanitaria; Enfermería de Urgencias, Emergencias y Críticos; Máster en Abogacía y Procura; Atención Farmacéutica y Farmacoterapia; Investigación en Ciencias de la Salud; Marketing y Comunicación Corporativa; Profesorado de Educación Secundaria Obligatoria y Bachillerato, Formación Profesional y Enseñanzas de Idiomas; y Tecnologías Software Avanzadas para Dispositivos Móviles.
Además, la USJ ofrece diferentes títulos propios en áreas de Salud, Comunicación, Derecho, Arquitectura y Dirección y Gestión de Empresas.
Por otra parte, la Universidad San Jorge ha lanzado 232 titulaciones online, que incluyen 30 microcredenciales, una formación muy específica para que los profesionales puedan seguir creciendo.

## Investigación

### Facultad de Comunicación
- Grupos "en desarrollo" reconocidos por el Gobierno de Aragón:
  - Comunicación, periodismo, política y ciudadanía.[4]
  - Cultura digital: mediaciones y discursos[5]
  - ECONOMIUS-J[6]
- Grupos internos propios de la Universidad San Jorge:
  - Cultural and Audiovisual Communication Research Group.[7]

### Facultad de Ciencias de la Salud
- Grupo consolidado reconocido por el Gobierno de Aragón:[8] Grupo de Investigación Aplicada GIMACES (Grupo de Investigación Medioambiental del Centro de Estudios Superiores)

- - IPPOV. Intervención Psicológica en Poblaciones Vulnerables
  - UNLOC: Unlimited Locomotion
  - INIM.SEFapp
  - MOTUS
  - INDIVO: Investigación en nuevas dianas en auto-inmunidad y vigilancia oncológica
  - Valor A: Valoración funcional para la mejora del rendimiento y la salud
  - IPHYSIO
  - GAIAS: Grupo Aragonés de Investigación en Asistencia Sanitaria
  - Phyto-Pharm: Principios Vegetales Bioactivos y Ciencias Farmacéuticas
  - Eco2CHEM
  - Greenlife

### Escuela de Arquitectura y Tecnología
- Arquitecturas Open Source
- CoMBA
- Software variability for Internet of things

### Instituto Humanismo y Sociedad
- Migraciones, Interculturalidad y Desarrollo Humano

### Cátedras
- Cátedra Mobility Experience. La Universidad San Jorge y Fundación Ibercaja han creado esta cátedra cuyo objetivo es la generación de conocimiento, difusión y transferencia de tecnología en el área de la movilidad sostenible.
- Cátedra Empresa Sana, BSH-MAZ. La Universidad San Jorge ha firmado la cátedra 'Empresa Sana' con BSH y MAZ con el objetivo de estudiar los trastornos músculo-esqueléticos que se producen en las cadenas de montaje y cómo contribuir a la salud laboral de los puestos de trabajo con más incidencia de lesiones.
- Cátedra Hierros Artísticos. El Servicio de Actividades Culturales y Ediciones y el Grado en Arquitectura de la Universidad San Jorge han creado una cátedra junto con el Grupo Hierros Alfonso para promover el estudio del arte y de la producción en hierro a lo largo de la historia.
- Cátedra Inycom. La Universidad San Jorge y la empresa Instrumentación y Componentes (Inycom) han firmadola cátedra USJ-Inycom para la realización conjunta de actividades académicas y de orientación profesional.
- Cátedra Pranarom. La Universidad San Jorge y el laboratorio farmacéutico Pranarom han firmado una cátedra con el objetivo de impulsar la investigación, la difusión y la formación sobre los aceites esenciales y sus propiedades y aplicaciones para la salud.
- Cátedra Novaltia. La Cooperativa Farmacéutica Aragonesa NOVALTIA ha constituido una cátedra de estudios con la Universidad San Jorge (USJ) para el desarrollo de tesis doctorales, movilidad internacional de alumnos (Universidad Tecnológica de Sydney) o proyectos relacionados con la investigación en el sector farmacéutico.

## Organigrama
- Gran Canciller: Carlos Escribano Subías
- Presidente del Patronato: Pedro Baringo Giner[9]
- Vicerrectorado de Política Académica y Profesorado: Carlos Cetina Englada
- Vicerrectorado de Investigación: Beatriz Giner Parache
- Vicerrectorado de Estrategia Educativa, Innovación e Internacionalización: Silvia Carrascal Domínguez
- Secretario General: José Manuel Murgoitio García
- Gerente: Jorge Díez Zaera